# Courtney Nevin
Courtney Jade Nevin (* 12. Februar 2002 in Blacktown) ist eine australische Fußballspielerin, die von 2018 bis 2021 in der W-League für Western Sydney Wanderers spielte und seit 2021 für die Nationalmannschaft spielt. Seit April 2022 spielt sie für Hammarby IF in der Damallsvenskan.

## Karriere

### Verein
Die 1,65 m große Spielerin begann mit 11 Jahren bei den Oakville Ravens in Blacktown und wurde dabei von ihrer Schule, der Oakville Public School, unterstützt. Später spielte sie für Parklea and Blacktown Spartans. 2018 gewann sie den NPLW NSW Player of the Year award, nachdem sie 11 Tore in 25 Spielen für das Football NSW Institute erzielt hatte.
Im September 2018 begann sie bei den Western Sydney Wanderers in der W-League. In der ersten Saison hatte sie neun Einsätze, die Wanderers belegten aber nur den letzten Platz in der Tabelle. Besser verlief ihre zweite Saison. Sie kam in allen 12 Spielen der regulären Saison zum Einsatz und belegte mit den Wanderers den vierten Platz, womit sie für das Meisterschaftsturnier qualifiziert waren. Hier verloren sie aber im Halbfinale mit 1:5 gegen Melbourne City FC. 2020/21 hatte sie nur sechs Einsätze und als Sechste verpassten die Wanderers das Finalturnier. Zur Saison 2021/22 wechselte sie zum Ligakonkurrenten Melbourne Victory. Zwar belegte sie mit dem Verein nach der Punktspielrunde nur den vierten Platz, in der Finalrunde konnten sie sich aber im Elimination Final gegen den Dritten Adelaide United und dann im Finale gegen Sydney FC durchsetzen und die australische Meisterschaft gewinnen. Danach wechselte sie zusammen mit ihrer Mitspielerin Kyra Cooney-Cross erstmals ins Ausland zum schwedischen Erstligisten Hammarby IF.
Im Januar 2023 wurde sie für ein halbes Jahr an Leicester City ausgeliehen. Sie kam dort in zwölf Ligaspielen zum Einsatz. Zur folgenden Saison erhielt sie einen permanenten Vertrag.

### Nationalmannschaft
Ende August/Anfang September 2016 nahm sie mit der U-16-Mannschaft am Qualifikationsturnier in Vietnam für die U-16-Asienmeisterschaft teil und erzielte im ersten Spiel beim 28:0 gegen Palästina neun Tore. Mit fünf Siegen und 65:1 Toren qualifizierten sie sich als Gruppensieger für die Endrunde. Im Juni 2018 nahm sie mit der U-20-Mannschaft an der Südostasienmeisterschaft teil, bei der die Australierinnen auf A-Nationalmannschaften trafen und am Ende Zweite wurden. Nevin kam in zwei Gruppenspielen, im Halbfinale (1 Tor) und im mit 2:3 gegen Thailand verlorenen Finale zum Einsatz.
Im Oktober 2019 wurde sie für die U-19-Asienmeisterschaft nominiert. Nevin kam in allen fünf Spielen zum Einsatz und erzielte ein Tor. Am Ende wurden sie Vierte nach hohen Niederlagen im Halbfinale (0:7 gegen Japan) und Spiel um Platz 3 (1:9 gegen Südkorea).
Bereits im September 2019 war sie erstmals für die A-Nationalmannschaft nominiert worden, die im November zwei Freundschaftsspiele gegen Chile bestritt. Im Juni 2021 wurde sie erneut, diesmal für zwei Freundschaftsspiele gegen Schweden und Dänemark nominiert. Bei der 2:3-Niederlage gegen Dänemark am 10. Juni wurde sie dann zur zweiten Halbzeit zu ihrem ersten A-Länderspiel eingewechselt. Fünf Tage später wurde sie auch beim torlosen Remis gegen Schweden eingewechselt, diesmal in der 64. Minute. Seitdem wurde sie immer nominiert – für die wegen der COVID-19-Pandemie um ein Jahr verschobenen Olympischen Spiele 2020 aber zunächst als Backup. Nach Aufstockung der Kader wegen der Pandemie gehörten auch die Backups zum Kader. Nevin wurde erst im Spiel um Platz 3 gegen Weltmeister USA in der 67. Minute beim Stand von 2:4 eingewechselt. Ihrer Mannschaft gelang zwar noch der 3:4-Anschlusstreffer, dabei blieb es aber. Der vierte Platz ist aber die bisher beste Platzierung der Australierinnen bei einem interkontinentalen Turnier.
Am 21. September 2021 stand sie bei der 2:3-Niederlage im Freundschaftsspiel gegen Irland erstmals in der Startelf, wurde aber nach 69 Minuten als letzte Spielerin ausgewechselt. Am 27. und 30. November 2021 spielte sie bei der 0:3-Niederlage bzw. dem 1:1 gegen die USA dann jeweils über 90 Minuten.
Am 11. Januar 2022 wurde sie für das Trainingscamp zur Asienmeisterschaft 2022 nominiert. Im ersten Spiel, das mit 18:0 gegen Indonesien gewonnen wurde, kam sie in der zur zweiten Halbzeit aufs Feld. Auch im zweiten Gruppenspiel wurde sie eingewechselt. Im dritten Gruppenspiel, bei dem einige Stammspielerinnen zunächst auf der Bank saßen, spielte sie über 90 Minuten. Im Viertelfinale, in dem ihre Mannschaft gegen Südkorea ausschied, kam sie nicht zum Einsatz.
Am 3. Juli 2023 wurde sie für die WM-Endrunde in ihrer Heimat nominiert. Sie wurde aber nur im Spiel um Platz 3 gegen Schweden in der 74. Minute beim Stand von 0:2 für Abwehrspielerin Ellie Carpenter eingewechselt, konnte dem Spiel aber auch keine Wende mehr geben, so dass die Australierinnen das Turnier als Vierte beendeten.

## Erfolge
- 2021/22: Australische Meisterschaft